# Debats (revista)

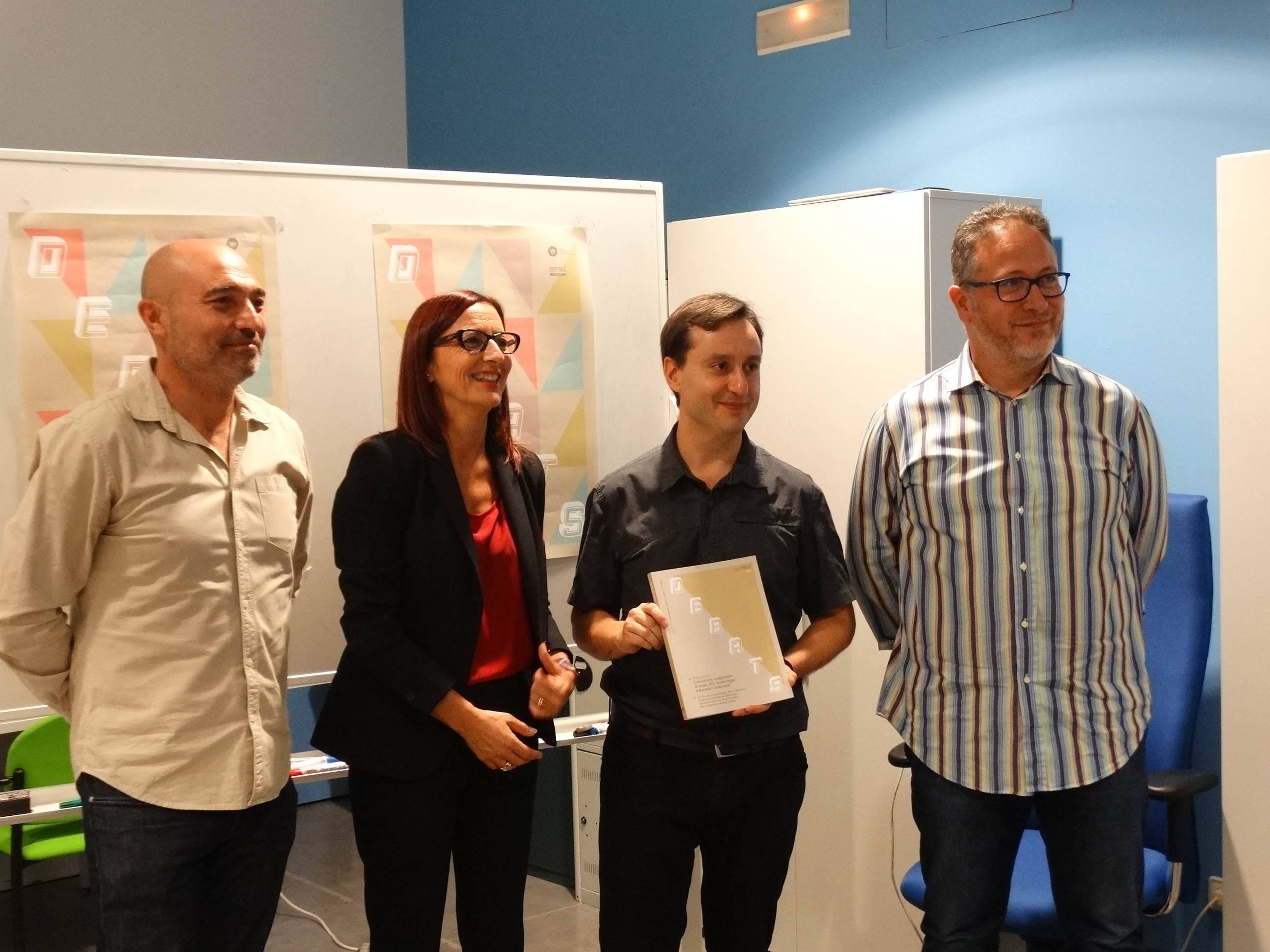
Presentació de la revista Debats, número 130-1, 2016

Debats. Revista de cultura, poder i societat és una publicació acadèmica vinculada a la Institució Alfons el Magnànim de la Diputació de València.

## Història i desenvolupament
La revista naix en 1982, vinculada la Institució Alfons el Magnànim i amb voluntat renovadora. En la seua primera etapa, fins a desembre de 2015, va publicar 129 números. El primer número va ser majoritàriament en valencià, llengua que va anar desapareixent ràpidament de la publicació en favor del castellà. Inicialment, la revista va ser dirigida pel sociòleg Josep Picó López. Actualment, aquesta primera etapa ha estat digitalitzada i es troba disponible a la web de la Institució Alfons el Magnànim. L'etapa de la revista compresa en el període 2000-2015 fou dirigida per Rosa María Rodríguez Magda.
L'octubre de 2016 es presentà la nova etapa de la revista, sota la nova direcció del professor de la Universitat de València Joaquim Rius i Ulldemolins, al saló d'actes del Museu Valencià de la Il·lustració i la Modernitat de la Ciutat de València. El primer número de la nova etapa, el 130, va ser el primer publicat en la història de la revista en ser publicat íntegrament en valencià. A més, es va fer una edició en castellà, i es publiquen anuaris en anglés. L'objectiu de la nova etapa és el de consolidar una revista acadèmica de prestigi que siga capaç d'abastar un públic més ample que l'estrictament universitari. La publicació compta amb la seua pròpia aplicació per a telèfons mòbils i tablets.

## Focus, abast i monogràfics
La revista Debats s'adreça a promoure i actualitzar els grans debats de les ciències socials a València, donant peu a la participació d'importants figures en aquests camps. Actualment, la revista és semestral i té l'objectiu d'aglutinar les reflexions actuals en el camp intel·lectual entorn de la cultura —en el sentit ampli de pràctiques culturals i també en el sentit restrictiu de les arts—, i la seua relació amb el poder, la política, la identitat, el territori i el canvi social. El marc de referència de la revista se situaria en les temàtiques que són rellevants a la societat valenciana i el seu entorn, però amb intenció de convertir-se en un referent a nivell europeu i internacional. Debats parteix de la perspectiva de les ciències socials, però pretén al mateix temps connectar amb les anàlisis i els debats contemporanis de les humanitats així com dels estudis de comunicació i dels "cultural studies". Alhora es reclama metodològicament plural al mateix temps que pretén incentivar la innovació en l'adopció de noves tècniques de recerca i de comunicació dels resultats a un públic ampli. És a dir, pretén convertir la revista en un instrument d'anàlisi de les problemàtiques emergents al voltant de la cultura i la societat contemporània des d'una perspectiva àmplia i multidisciplinar combinant una voluntat d'incidència social amb el rigor científic de les publicacions i els debats científics a nivell internacional. S'accepten treballs en tres idiomes: català, castellà i anglès.
Des de l'inici de la segona etapa, el 2016, la revista ha tractat els següents temes: 
- 130-1: Comunitats imaginades al segle XXI. Homenatge a Benedict Anderson]
- 130-2: Cultura i estat: autonomia creativa, lluita política i instrumentalització]
- 131-1: Plurinacionalitat, federalisme i sobiranies a l'Estat espanyol: mirades creuades]
- 131-2: El canvi cultural en la institució universitària: agencialització i gestió de la qualitat]
- 132-1: Les altres transicions. Experiències i relats oblidats, alternatius i resistents al relats hegemònics de la transició a la democràcia

## Indexació i avaluació
El 2018 la revista Debats va ser admesa a la base de dades Scopus. En aquell moment fou l'única revista íntegrament editada en valencià que formava part d'aquella base de dades. També és indexada a la base de dades Emerging sources Citation Index, de Clarivate Analytics i per ERIH Plus. En l'àmbit de l'Estat espanyol ha estat acceptada també als índexs i bases de dades a CARHUS+ 2014, CIRC (Clasificación Integrada de Revistas), DICE. Difusión y Calidad Editorial de las Revistas Españolas de Humanidades y Ciencias Sociales y Jurídicas, Latindex i MIAR (Matriz de Información para el Análisis de Revistas).